# Doubtful Point
Der Doubtful Point (englisch für Zweifelhafte Spitze) ist eine Landspitze an der Nordküste Südgeorgiens. Sie markiert östlich die Einfahrt zur Entenbucht in der Cumberland West Bay.
Der Name dieser Landspitze ist erstmals auf einer Landkarte der britischen Admiralität aus dem Jahr 1929 verzeichnet.